# Chiefs de Laval
Les Chiefs de Laval sont une équipe de hockey sur glace de la Ligue de hockey semi-professionnelle du Québec qui était basée à Laval, Québec, Canada.

## Historique
L'équipe est créée en 1998 à la suite des Chiefs de Sainte-Thérèse. En 2006, elle déménage à Saint-Jean-sur-Richelieu pour devenir les Summum-Chiefs de Saint-Jean-sur-Richelieu.

## Statistiques
| Saison    | PJ | V  | D  | N | DP | DTB | BP  | BC  | Pts | Classement                | Séries éliminatoires          |
| --------- | -- | -- | -- | - | -- | --- | --- | --- | --- | ------------------------- | ----------------------------- |
| 1998-1999 | 36 | 16 | 14 | 6 | 0  | 0   | 163 | 171 | 38  | 3e place, division Ouest  | ?                             |
| 1999-2000 | 38 | 24 | 14 | 0 | 0  | 0   | 184 | 146 | 48  | 2e place, division QSPHLN | ?                             |
| 2000-2001 | 44 | 25 | 16 | 1 | -  | 2   | 206 | 190 | 53  | 3e place, division QSPHLO | ?                             |
| 2001-2002 | 44 | 26 | 15 | 2 | 0  | 1   | 210 | 186 | 55  | 2e place, division QSPHLE | Vainqueurs de la Coupe Futura |
| 2002-2003 | 52 | 31 | 18 | 1 | -  | 2   | 236 | 176 | 65  | 2e place, division Est    | Vainqueurs de la Coupe Futura |
| 2003-2004 | 50 | 24 | 24 | 2 | 0  | 0   | 194 | 209 | 50  | 5e place, division Ouest  | Éliminés lors du round robin  |
| 2004-2005 | 60 | 15 | 38 | 1 | -  | 6   | 207 | 323 | 37  | 9e place                  | Non qualifiés                 |
| 2005-2006 | 56 | 19 | 33 | 0 | 0  | 4   | 217 | 283 | 42  | 8e place                  | Défaite en Quarts de Finale   |